# Noche de Rábanos

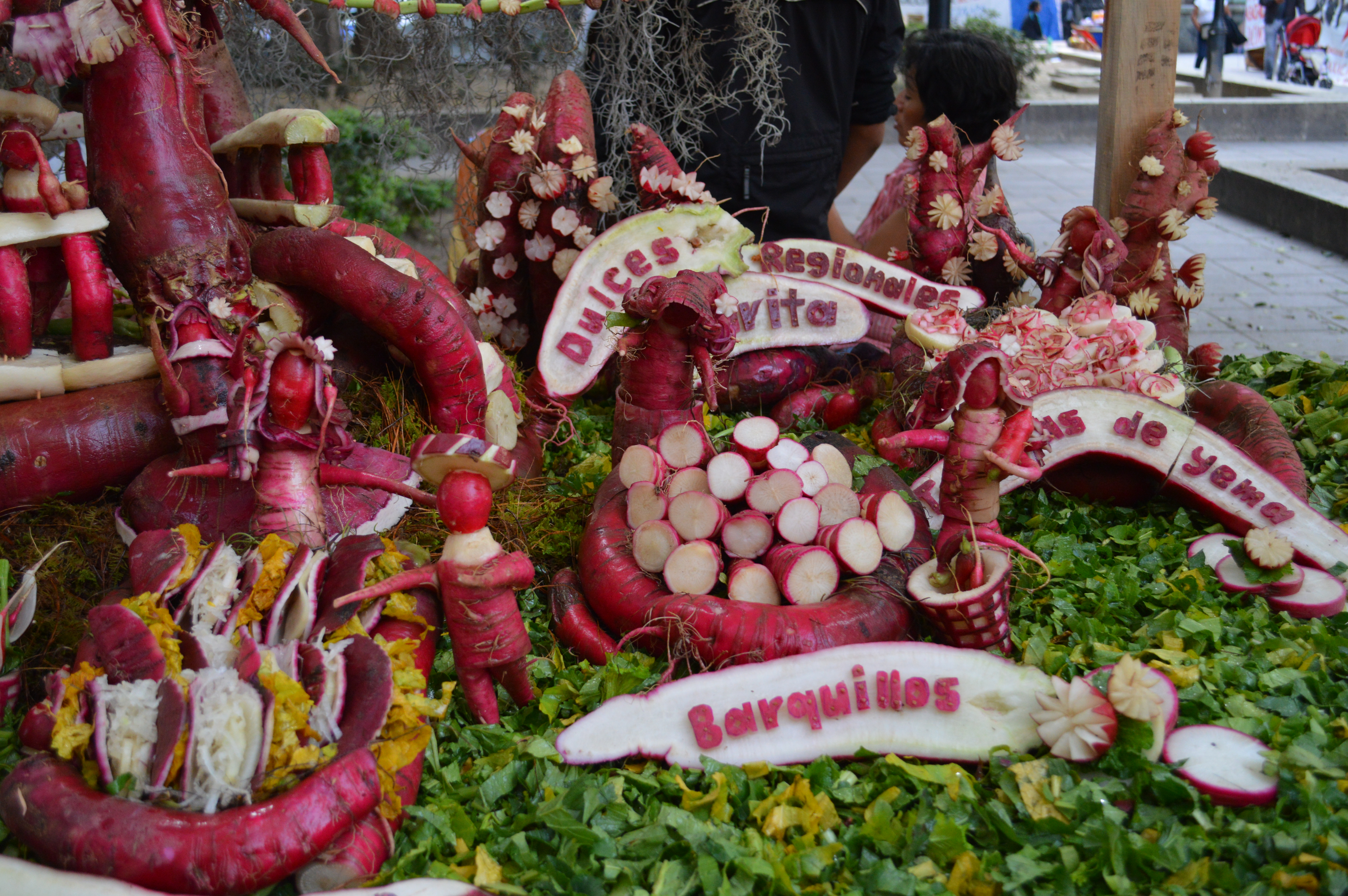
Dulces Tradicionales Oaxaqueños Noche de los Rábanos 2014

La Noche de los Rábanos o Noche de Rábanos es un concurso oaxaqueño anual que se lleva a cabo el día del Mercado Navideño (23 de diciembre) en la ciudad de Oaxaca, México. Durante este día, las personas crean figuras o escenas talladas de rábanos (Raphanus sativus) las cuales son postuladas para competir dentro de varias categorías.
El evento surge durante la época colonial, como un método de venta utilizado por los granjeros para atraer compradores, pero fue hasta 1897 cuando fue declarado formalmente como un concurso. Actualmente la Noche de los Rábanos tiene un fuerte atractivo popular, reuniendo a cientos de concursantes y miles de espectadores al año.

## Origen
Provenientes de China, los rábanos fueron introducidos a México a través de los frailes españoles y eventualmente se convirtieron en guarniciones o adornos para varios platillos cotidianos, introduciéndose a la gastronomía mexicana.
Originalmente las figuras talladas en rábano eran utilizadas por granjeros para atraer la atención de los comerciantes durante el Mercado Navideño de Oaxaca (23 de diciembre). Usualmente estas figuras tenían temas religiosos relacionados con la Natividad (debido a la época) y eran alentados por el clérigo, especialmente los frailes. Eventualmente las personas comenzaron a comprar rábanos no solo como producto de consumo sino como centro de mesa o como ornamento festivo.
La historia detrás del nacimiento de esta tradición surge a mediados del siglo XVIII, un año cuando la cosecha de rábanos fue tan abundante que se mantuvieron secciones enteras de rábanos sin cosechar. En diciembre de ese mismo año, dos frailes tomaron varios rábanos de forma y tamaño irregular de las cosechas abandonadas y los llevaron al Mercado Navideño (23 de diciembre) como curiosidades. La irregularidad de la forma de los rábanos atrajo la atención de varios espectadores y dentro de poco se comenzaron a tallar figuras a partir de las formas irregulares de los rábanos que se cultivaban.
Las figuras talladas en rábano fueron consideradas como meras atracciones de venta por varios años, fue hasta 1897 cuando Francisco Vasconcelos, gobernador de Oaxaca durante esa época, decidió crear formalmente un concurso de figuras talladas, el cual se ha llevado a cabo desde entonces de manera anual.
A través de los años, varios tipos de rábanos han sido utilizados tanto para la cocina oaxaqueña como para la creación de figuras talladas. Un rábano en especial, llamado criollo, era utilizado en los primeros concursos ya que no se oxidaba tan rápido como otros tipos de rábanos. El uso del rábano criollo fue recurrente por varios años, incluso se pueden encontrar dentro de los murales de Diego Rivera, como por ejemplo en la obra Las tentaciones de San Antonio.

## La Noche de Rábanos actual

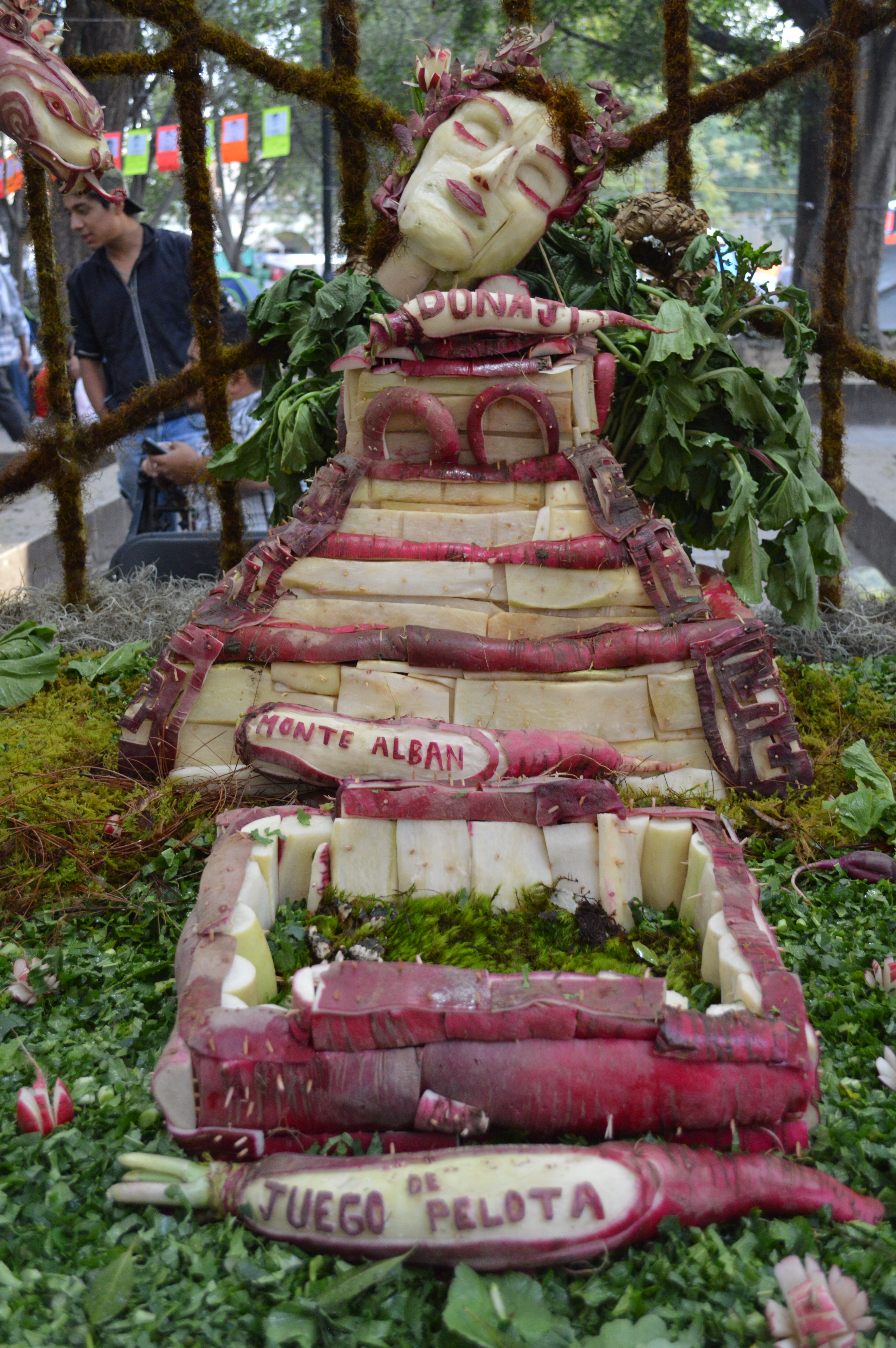
From Soy Oaxaca

Formalmente, el concurso de la Noche de Rábanos se enfoca en la talla de rábanos. La mayoría de las escenas utilizan más de un rábano en su composición y se permite el uso de otros elementos para embellecer la escena.  Las escenas más tradicionales representan escenas o temas relacionados con la Natividad. Sin embargo, a través de los años se han diversificado el tipo de escenas y composiciones usualmente representando escenas mucho más cotidianas que reflejan la vida de Oaxaca como la Guelaguetza, Las Posadas, calendas, Día de muertos, Danza de la Pluma, la historia oaxaqueña e incluso de Nuestra Señora de Guadalupe, entre otras.
También aparecen de manera recurrente representaciones de escenas bíblicas no necesariamente relacionadas con la Natividad. Los elementos más comunes que pueden encontrarse dentro de las escenas de rábanos incluyen personas, animales, comida y artesanías típicas del estado, sin embargo de igual manera pueden encontrarse otras figuras mucho menos cotidianas como duendes, hombres de nieve, monstruos, entre otros.
Originalmente, los rábanos que se utilizaban para tallar eran parte del cultivo generado por granjeros locales. Sin embargo, a medida que la ciudad creció de tamaño, las zonas de cultivo de rábanos comenzaron a disminuir.  Por ello, el gobierno municipal creó un apartado de cultivo cerca del Parque Tequio específicamente dedicado al cultivo de rábanos para este evento. La zona se mantiene bien fertilizada y es tratada químicamente para ampliar los periodos de cosecha y permitir cultivar rábanos de gran tamaño en mayor cantidad; el uso de los químicos hace imposible el consumo de dichos rábanos. Las dimensiones de los rábanos cultivados en esta zona pueden llegar a los 50 centímetros de largo, 10 centímetros de ancho y pueden llegar a pesar más de 3 kilos. En el 2014 fueron registradas alrededor de 12 toneladas de rábanos para un solo evento. Las autoridades locales controlan los cultivos y distribuyen los rábanos a cada uno de los concursantes registrados para el evento de ese año. El rábano que se utiliza actualmente para este evento posee una cáscara rojiza y un interior blanco. El uso de este rábano en particular, el cual suele ser mucho más blando, ha derivado a una serie de estrategias que van cambiando a través de los años; por ejemplo, el uso del contraste entre los colores de la cáscara y el interior del rábano o bien el uso de ropaje y telas para renovar el diseño y la composición de sus escenas.  Usualmente, los concursantes emplean el cuchillo y palillos como herramientas principales de tallado después de haber quitado las hojas, que muchas veces son reutilizadas para la creación de las escenas. Aunque la técnica de tallado de rábanos se deriva del área de tallado de madera como tal, el concurso no llega a atraer a talladores profesionales ya que el material les resulta muy diferente.

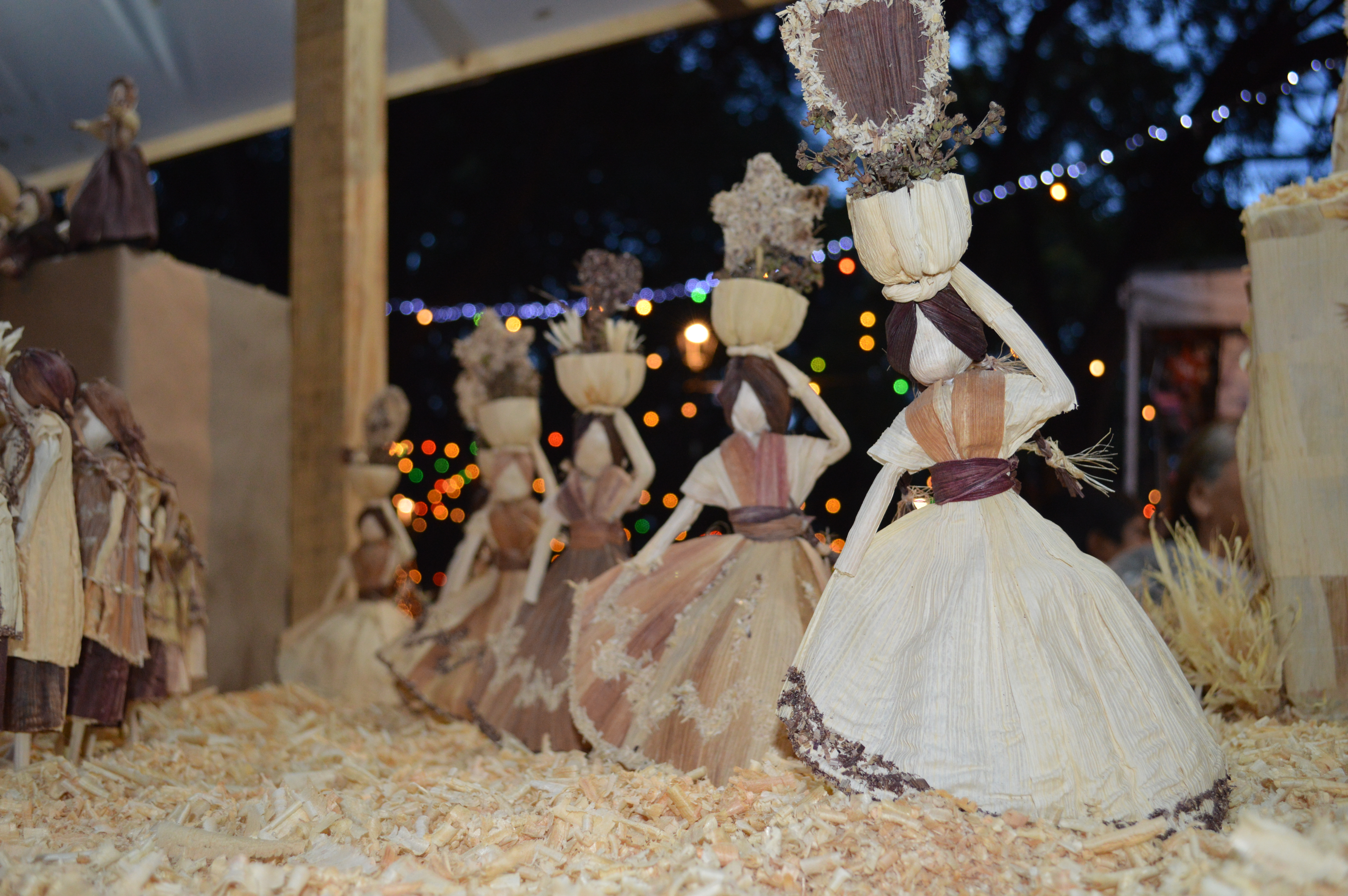
Corn husk figures from Oaxaca y sus regiones

El evento atrae hasta 100 concursantes de toda la zona, especialmente de la ciudad de Oaxaca y de San Antonino Castillo Velasco. Los concursantes se registran meses antes del concurso y tienen un periodo entre el 18 al 23 de diciembre para planear el diseño de sus escenas. El día 23 que se tallan y se construyen las escenas. Generalmente el diseño va de acuerdo a la forma del rábano que les fue asignado . Existen varias categorías donde pueden participar los concursantes: las esculturas pueden clasificarse como tradicionales o bien como categoría libre. Dentro de la categoría tradicional participan escenas relacionadas con tradiciones oaxaqueñas o bien escenas bíblicas, mientras que la categoría libre se enfoca más en temas contemporáneos. Aunque el motivo principal del evento es conservar las tradiciones oaxaqueñas, se entrega un premio de 15,000 pesos al ganador del concurso de la categoría tradicional.  En el 2014, el ganador del gran premio fue “Dulces Regionales Oaxaqueños” por la familia Vásquez López. También existen premios para categorías como competidores novatos o para niños (6-12 años) con el fin de alentar a las nuevas generaciones a continuar esta tradición.
A lo largo de los años se van agregando nuevas categorías para el evento, incluso se crea una categoría para esculturas hechas no necesariamente de rábano: actualmente se pueden encontrar esculturas de totomoxtle o bien de flor inmortal (llamada así por su habilidad de conservar su color incluso después de secarse).  Estas secciones también cuentan con diferentes subcategorías y en general tienen los mismos temas que los rábanos.
El evento no dura más que unas cuantas horas debido a que los rábanos se pudren horas después de ser cortados. Los puestos se arman horas antes del evento en la plaza principal de la ciudad y son desmontados a la mañana siguiente. El acto se celebra a última hora de la tarde. A los participantes se les permite pasear entre los puestos después de que las escenas ya hayan sido instaladas hasta alrededor de las 9 p. m., donde se lleva a cabo la entrega de premios de las escenas ganadoras. Poco después las escenas se retiran. La Noche de Rábanos se ha convertido en un evento bastante popular, no solo atrae a cientos de concursantes sino que también recibe a miles de visitantes, incluidos funcionarios como el gobernador estatal. La cantidad de visitantes que asisten al evento es tanta que el promedio de espera para entrar puede llegar a durar de 4-5 horas.
- Wikimedia Commons alberga una categoría multimedia sobre Noche de Rábanos.